# Miyoshi no Yasunobu
Miyoshi no Yasunobu (japanisch 三善 康信; geboren 1140; gestorben 27. August 1221) war ein japanischer Beamter des Kamakura-Shogunats. 

## Leben und Wirken
Miyoshi no Yasunobu spielte als erster Butler am Gericht (問注所執事, Monjūsho jitsuji) eine wichtige Rolle bei der Entwicklung der Justiz- und Verwaltungsstrukturen des Kamakura-Shogunats. Als hochrangiger Vasall des dritten Shoguns des Genji-Klans spielte er eine wichtige Rolle bei den Gerichtsverfahren und der Verwaltung des Shogunats und legte den Grundstein für die Familien Ōta (太田), Machino (町野) und Yano (矢野) des Miyoshi-Klans. Er wurde in die Familie Miyoshi hineingeboren, die die Position eines Daijōkan (太政官), also eine Ministerposition, in Kyōto erbte. Da seine Mutter die jüngere Schwester von Minamoto no Yoritomos Amme war, informierte er Yoritomo, der nach Izu verbannt worden war, über die Situation in Kyōto und half im Jahr 1180 beim Aufbau einer Armee.
Nachdem Miyoshi diese aufgestellt hatte, blieb er in Kyōto und half Yoritomo, indem er eine Bittschrift verfasste, die an den Schrein Ise-jingū übergeben werden sollte. Doch mit der Gründung des Shogunats wurde er von Yoritomo eingeladen und reiste am 14. April 1184 nach Kamakura. Weiter half er bei den Regierungsangelegenheiten des Shogunats. Als am 20. Oktober das Monchūjo (問注所), der Gerichtshof, innerhalb Shogunat gegründet wurde, wurde er dessen Verwalter und förderte die Entwicklung des Gerichtssystems. Seitdem fungierte er aufgrund seiner Kenntnisse der Geschichte und darstellenden Künste Kyōtos nicht nur als Berater von Yoritomo in den Beziehungen zum kaiserlichen Hof mit Ōe no Hiromoto (1148–1225), sondern auch als Berater von Yoritomo bei der Schlacht in den Nordprovinzen (奥州合戦, Ōshū kassen) 1189. Im folgenden Jahr, als Yoritomo nicht in Kamakura war, sondern in Kyōto, und als der Gerichtshof in Miyoshis Residenz verlegt wurde, übernahm diese auch die Funktion der Bibliothek des Shogunats. 
Auch nach Yoritomos Tod spielte Miyoshi weiterhin eine Rolle als hochrangiger Vasall des Shogunats und äußerte während des Jōkyū-Kriegs 1221 seine Meinung zum Krieg. Unmittelbar nach dem Sieg des Shogunats trat er von seinem Amt zurück und überließ dieses  kurz vor seinem Ableben seinem Sohn Yasutoshi (康俊; 1167–1238). Sein posthumer Name war „Zenshin“ (善信).
Von da an richteten die Butler am Gerichtshof sich nach Yasunobus Stil.